# Kloster Kreuztal Mariaburghausen

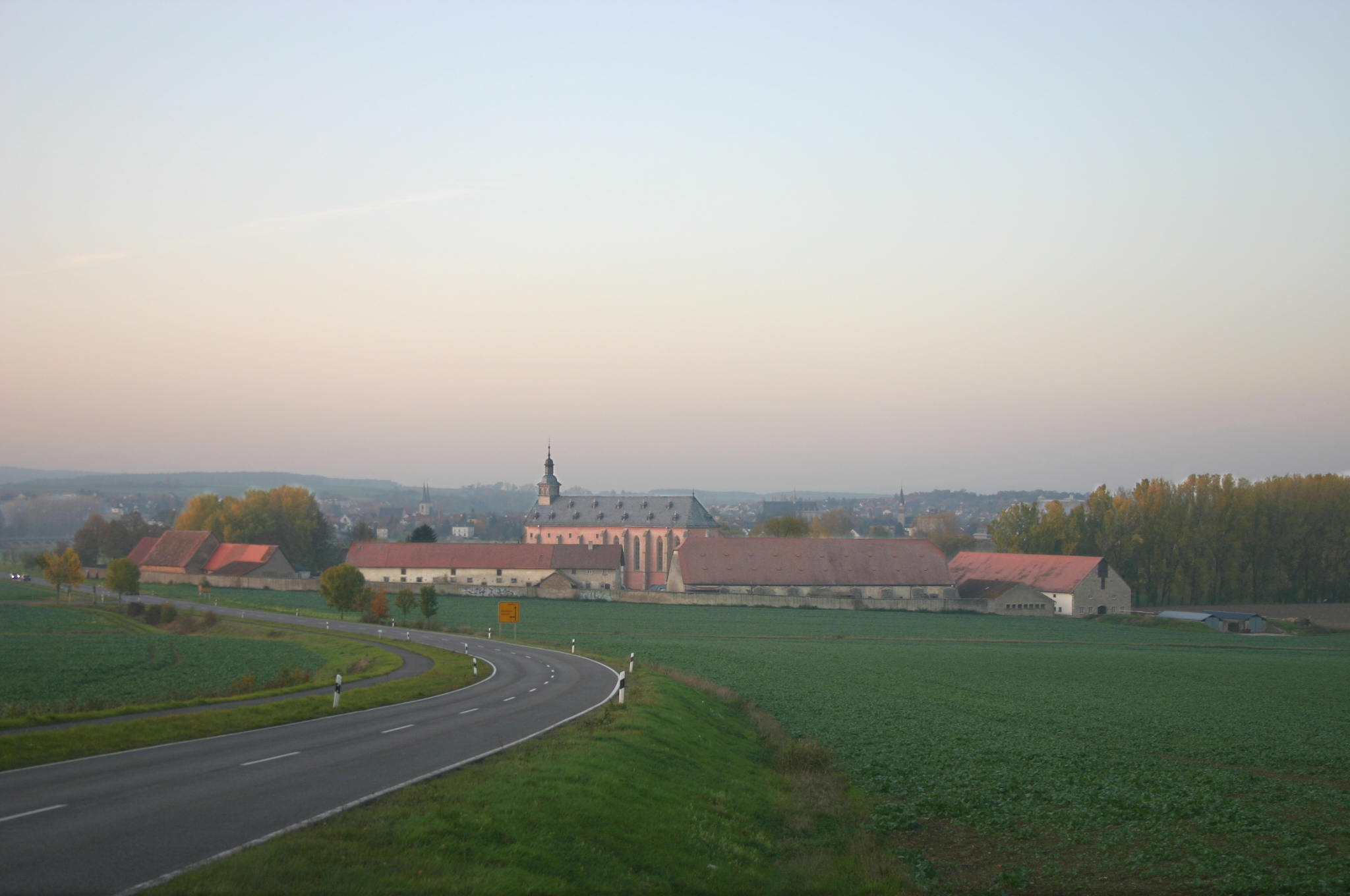
Ansicht des ehemaligen Klosters aus nordöstlicher Richtung

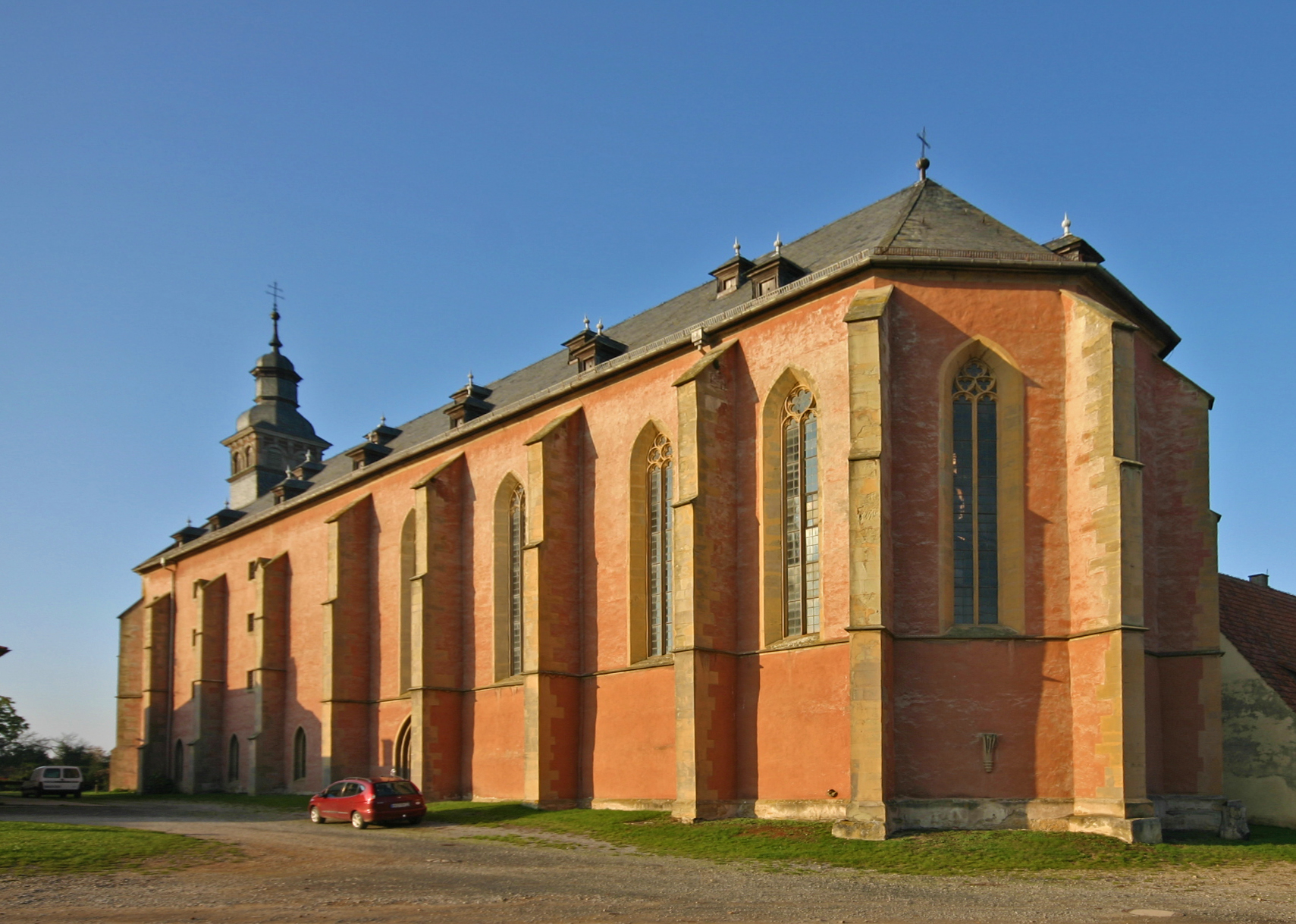
Nordansicht der Klosterkirche

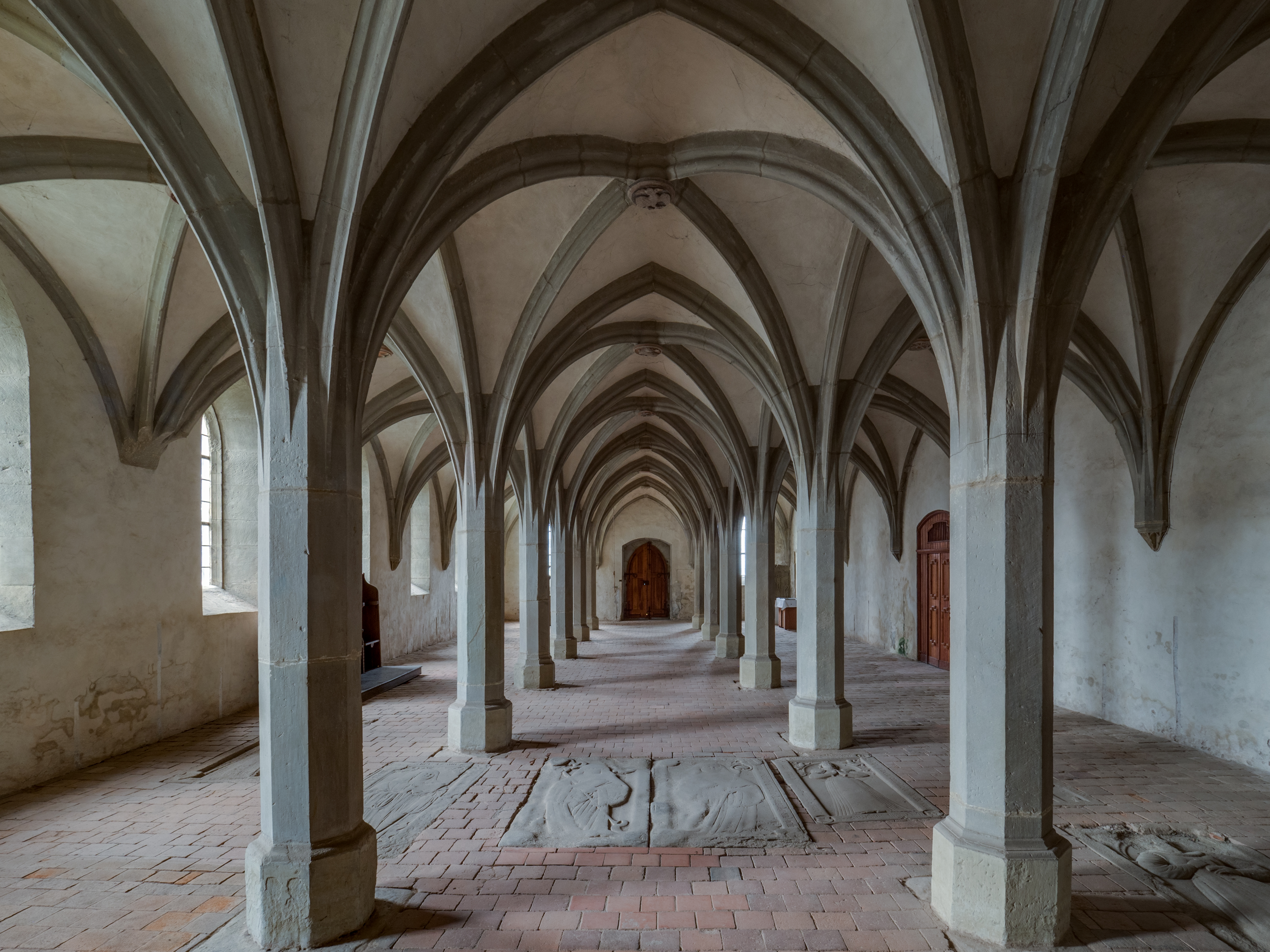
Blick in die Gruft der Klosterkirche vom westlichen Eingang aus gesehen

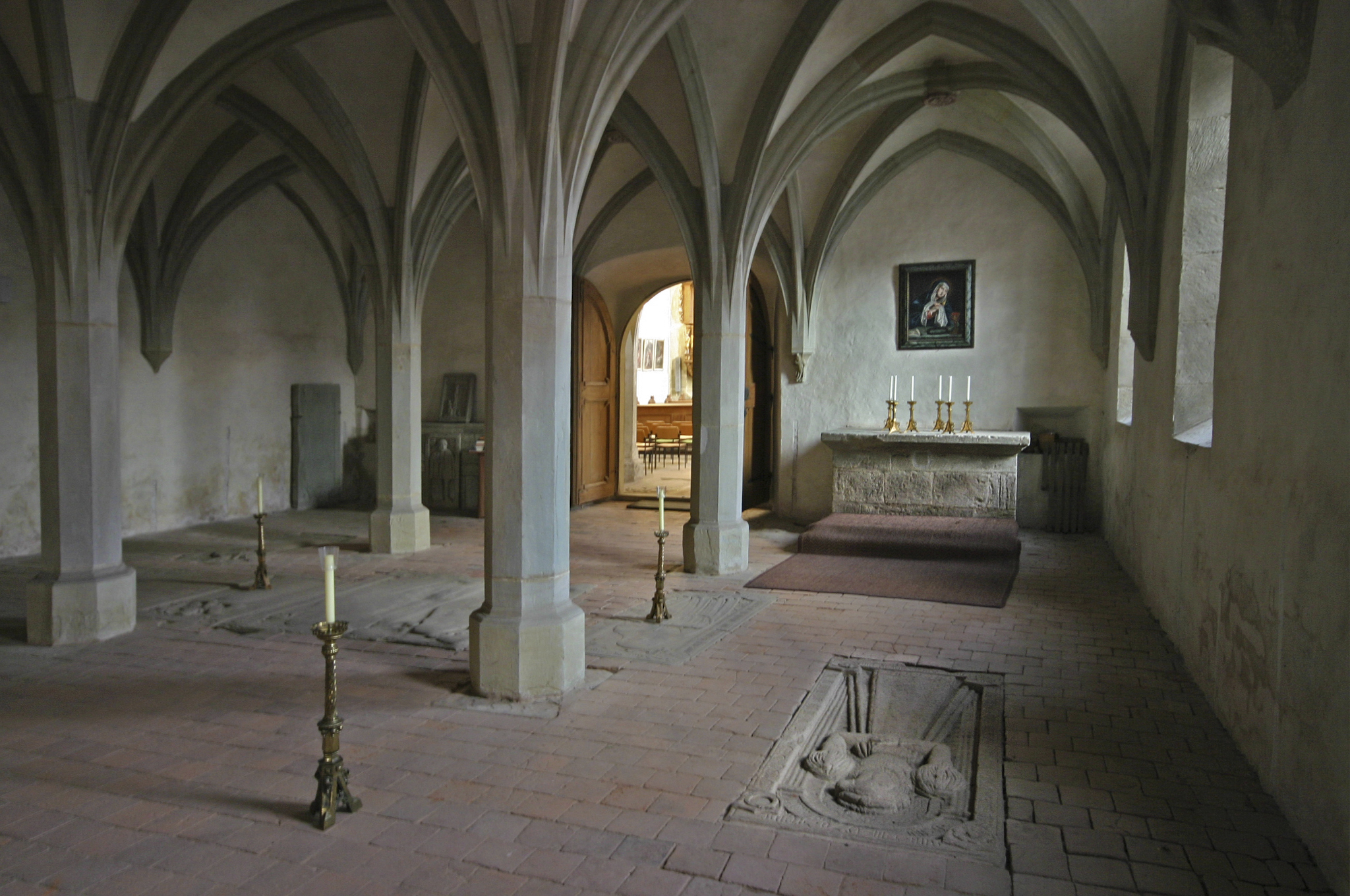
Blick auf Grabsteinplatten geistlicher und weltlicher Verstorbener

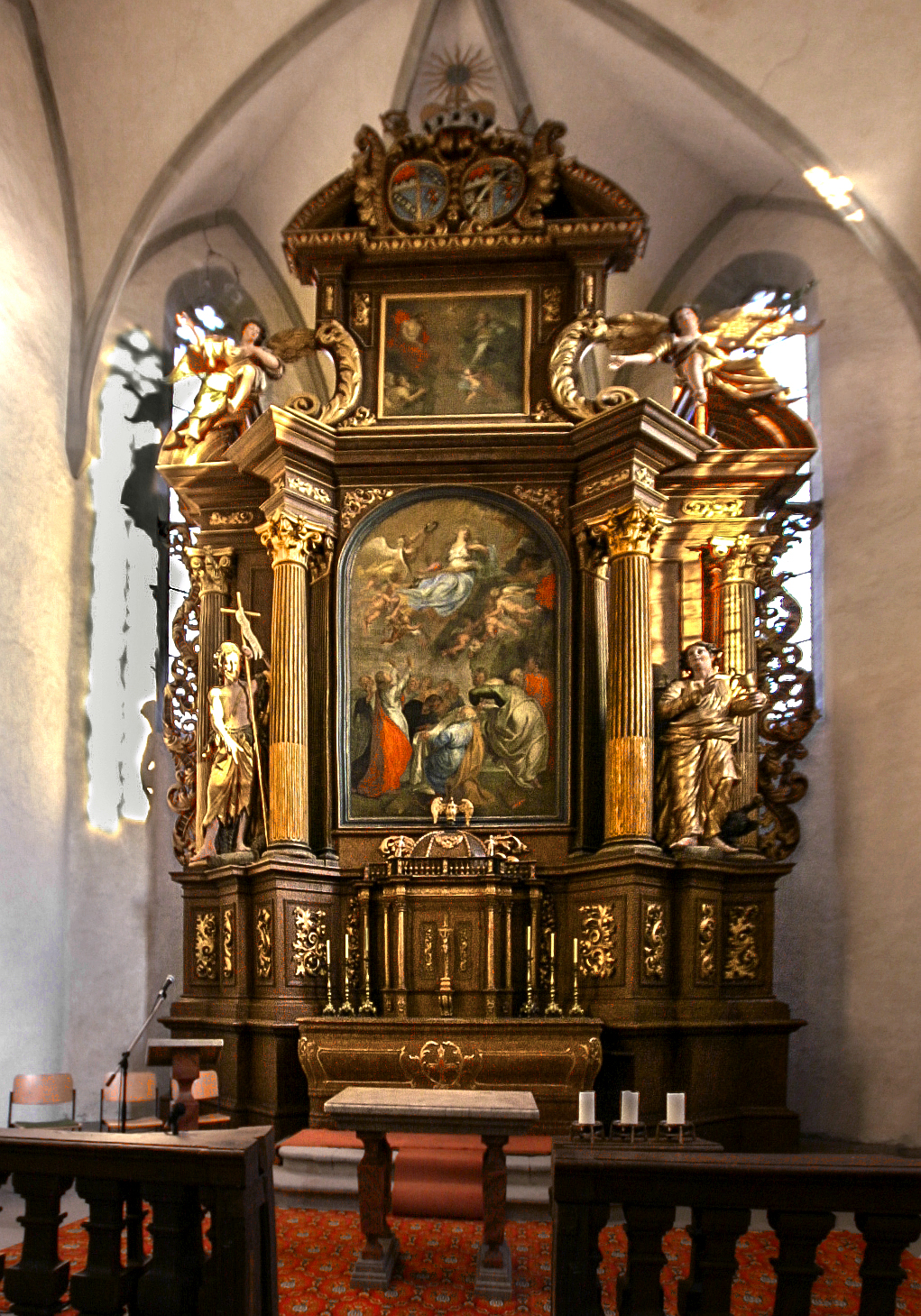
Barocker Hochaltar

Das Kloster Kreuztal Mariaburghausen  ist ein ehemaliges Kloster der Zisterzienserinnen in der Diözese Würzburg. Mariaburghausen ist ein Weiler und amtlich benannter Gemeindeteil der Kreisstadt Haßfurt im unterfränkischen Landkreis Haßberge in Bayern.

## Geschichte
Gründerin des unter den Schutz der Heiligen Jungfrau Maria gestellten Klosters im 13. Jahrhundert war die Äbtissin Jutta von Heiligental. Sie hatte 1237 ein Tochterkloster des Zisterzienserinnen von Kloster Heiligenthal in Kreuzthal gegründet. Wegen der sehr abgelegenen Lage wurde es allerdings 1243 in das neu gegründete Kloster Mariaburghausen verlegt (damals noch „Marcburghusa“ genannt). Es war ein Adelsnonnenstift, das heißt, es wurden nur adelige Frauen und Mädchen aufgenommen. Das führte zu einer kräftigen Unterstützung des Klosters durch die Adelsfamilien. Weitere Einnahmen flossen durch die damals üblichen Ablässe. Dank der starken wirtschaftlichen Position konnten Reliquien erworben werden, die Gläubige anzogen. Das Kloster hatte bald den Rang eines Wallfahrtsortes.
Gegen Ende des Mittelalters hatte sich die klösterliche Disziplin so gelockert, dass für die Jahre 1492 und 1498 von scharfen bischöflichen Visitationen die Rede ist. Im Bauernkrieg ab 1524 kam es zu großen Verlusten für das Kloster. Die Reliquien und sonstigen kostbaren Güter sollten nach Würzburg in die Festung Marienberg in Sicherheit gebracht werden. Dort kamen sie allerdings nie an. Infolge weiterer schwerer Belastungen für das Kloster ging die Anzahl der Nonnen stark zurück. Ab 1543 war Äbtissin Ursula von Rotenstein die einzige im Kloster verbliebene Nonne. Mit ihrem Tod im Jahr 1582 hob Julius Echter von Mespelbrunn, Fürstbischof von Würzburg, das Kloster auf. Die Einkünfte wurden der Universität Würzburg zugewiesen,
die bis heute Einnahmen aus den Liegenschaften von Mariaburghausen bezieht.
Bis zur Gebietsreform in Bayern befand sich das Kloster auf dem Gebiet der Gemeinde Hainert. Als die Gemeinde am 1. Mai 1978 aufgelöst wurde, kam ihr Hauptteil zur Gemeinde Knetzgau. Das Kloster wurde der Kreisstadt Haßfurt zugesprochen.

## Klosterkirche
Das Gut Mariaburghausen vermittelt noch heute ein typisches Bild der Klosterbaukunst der Zisterzienser. Die ehemalige Klosterkirche St. Johannes der Täufer ist ein hochaufragender, langgestreckter, gotischer Bau aus den Jahren 1287 bis 1336. Sie ist außen durch Strebepfeiler gegliedert; die innere Scheidung in Ost- und Westteil ist an der Fenstergliederung zu erkennen. Das Laienhaus ist zweijochig, der Chor von gleicher Breite ist einjochig mit Fünfachtelschluss. Die Kreuzrippengewölbe werden durch Konsolen abgefangen. Die Gruft im Westteil ist dreischiffig mit sieben Jochen auf Achteckpfeilern überwölbt. Darüber liegt die flachgedeckte Nonnenempore, die im 17. Jahrhundert zum Getreidespeicher umgebaut wurde. Die Scheidemauer zum Laienschiff reichte ursprünglich bis zum Gewölbekämpfer. Zwei Türen führen zum Schiff auf eine schmale Empore an dessen Westseite.
Um das Jahr 1714 erfolgte unter dem Würzburger Fürstbischof Johann Philipp von Greiffenclau zu Vollraths eine durchgreifende bauliche Erneuerung, bei der dem Kirchengebäude durch Hofbaumeister Joseph Greissing ein neuer Dachstuhl mit westlichem Dachreiter aufgesetzt wurde. Der ebenfalls von Greissing angefertigte Glockenstuhl datiert inschriftlich auf 1714. An den Mauerkronen und über den Gewölben sind Brandspuren zu finden, deren Alter zwar nicht geklärt ist, die jedoch augenscheinlich vor dem barocken Dachwerk datieren. Im Chor wurde in jener Epoche ein barocker Hochaltar mit den Giebelwappen der Würzburger Fürstbischöfe Julius Echter von Mespelbrunn, als Ehrung an den Universitätsstifter, und Johann Philipp von Greiffenclau zu Vollraths, als Regent, aufgestellt sowie eine Kanzel angebracht. Das Altarblatt zeigt Mariä Himmelfahrt in der Art des Oswald Onghers, seitlich flankiert von den Skulpturen Johannes Evangelist und Johannes Baptist als Namenspatrone Greiffenclaus. Ein wertvoller Seitenaltar aus der Zeit um 1750 rahmt eine Madonna aus der Zeit um das Ende des 15. Jahrhunderts, die in der Barockzeit neu gefasst wurde. Unter den Grabdenkmälern ist das figürliche Grabdenkmal des Heinrich von Seinsheim († 1345) von würzburgischer Herkunft.
Von den Klostergebäuden sind zwei Flügel erhalten, die 1651 und 1687 umgebaut wurden.